# Tomáš Okrouhlický
Tomáš Okrouhlický (* 4. listopadu 1985) je český profesionální cyklista, který závodí za tým CK Příbram Fany Gastro.

## Předchozí týmy
- Bike Team
- CK Královice
- AC Sparta Praha cycling

## Největší úspěchy
- amatérský a akademický mistr ČR
- 3. místo silnice Plzeň 2007
- 4. místo MČR 2007 časovka U23
- 2. místo KTK 2008
- 2. místo Vysočina 2008
- 1. místo MČR časovka dvojic 2008  (s Rostislavem Krotkým)
- 3. místo MČR časovka 2013